# Fosco Giachetti
Fosco Giachetti (ur. 28 marca 1900 w Livorno, zm. 22 grudnia 1974 w Rzymie) – włoski aktor filmowy i telewizyjny. Za rolę kapitana Enrica Bertiego w filmie Bengasi został uhonorowany Pucharem Volpiego dla najlepszego aktora na 10. MFF w Wenecji.

## Filmografia

### Filmy fabularne
- 1933: Il trattato scomparso jako Raythan
- 1934: Luci sommerse jako Lord Spider
- 1935: Amore jako Antonio Venieri
- 1936: Biały szwadron (Lo squadrone bianco) jako kpt. Santelia
- 1937: Scypion Afrykański
- 1938: Giuseppe Verdi jako Giuseppe Verdi
- 1939: Uragano ai tropici jako kpt. Moraes
- 1942: Bengasi jako kpt. Enrico Berti
- 1956: Przygoda komiwojażera jako Antonio
- 1962: Furia Achillesa (L’ira di Achille) jako Priam
- 1963: Abraham - patriarcha przymierza (I patriarchi) jako Abraham
- 1963: Jakub i Esaw (Giacobbe ed Esaù) jako Izaak
- 1970: Konformista (Il conformista) jako pułkownik
- 1971: Scypion Afrykański (Scipione detto anche l'Africano) jako Aulio Gellio
- 1973: Spadkobierca (L’héritier) jako Luigi Balazzi

### Seriale TV
- 1959: II Romanzo di un maestro
- 1965: David Copperfield jako Daniel Peggotty
- 1966: Quinta colonna jako Maggiore Stone
- 1968: Le Mie prigioni jako Baron Von Munch
- 1974: L'edera jako Simone Decherchi